# Anania quebecensis
Anania quebecensis is een vlinder van de familie van de grasmotten (Crambidae). De wetenschappelijke naam van deze soort is voor het eerst voorgesteld als Phlyctaenia quebecensis door Eugene Gordon Munroe in een publicatie uit 1954.
De soort komt voor in Canada (Ontario, Quebec, Nova Scotia) en in het noordoosten van de Verenigde Staten.